# Arnaha (Sarlahi)
Arnaha – gaun wikas samiti w środkowej części Nepalu  w strefie Dźanakpur w dystrykcie Sarlahi. Według nepalskiego spisu powszechnego z 2001 roku liczył on 623 gospodarstw domowych i 3456 mieszkańców (1648 kobiet i 1808 mężczyzn).